# کاظم راست‌گفتار
کاظم راست‌گفتار (زاده ۲ فروردین ۱۳۵۲ در شیراز) کارگردان ایرانی است.

## آثار
| فیلم                      | سمت                 | سال ساخت |
| ------------------------- | ------------------- | -------- |
| عروس خوش‌قدم               | نویسنده و کارگردان  | ۱۳۸۱     |
| نقاب                      | کارگردان و بازنویسی | ۱۳۸۳     |
| پسر تهرانی                | کارگردان            | ۱۳۸۷     |
| زنان ونوسی، مردان مریخی   | کارگردان            | ۱۳۸۹     |
| چک                        | نویسنده و کارگردان  | ۱۳۹۰     |
| آشوب (فیلم ۱۳۹۴)          | نویسنده و کارگردان  | ۱۳۹۴     |
| آشوب (مجموعه نمایش خانگی) | کارگردان            | ۱۳۹۶     |
| نقاب۲                     | نویسنده و کارگردان  | ۱۴۰۲     |